# Giacomo il Giusto
Giacomo il Giusto (Nazareth, ... – Gerusalemme, 62) è stato il capo della Chiesa di Gerusalemme dopo la morte di Gesù. Gli è attribuita la paternità della Lettera di Giacomo del Nuovo Testamento.
L'esegesi attuale quasi unanimemente lo distingue da entrambi gli apostoli di nome Giacomo (Giacomo il Maggiore e Giacomo il Minore), rispetto ai quali è identificato attraverso vari epiteti: Giacomo il fratello del Signore da Paolo (Galati 1,19 Ga1,19), Giacomo il Giusto da Egesippo e Flavio Giuseppe (va notato che gli stessi lo chiamano anche "fratello del Signore", esattamente come Paolo: ciò avvalora l'interpretazione cattolica tradizionale, che identifica il Giusto e il fratello del Signore nella stessa persona), Giacomo di Gerusalemme, Giacomo Adelphotheos e in altri modi ancora. 
Le informazioni sulla sua vita sono scarse e controverse; le fonti principali della sua vita, oltre a qualche accenno nei Vangeli (Mc6,3-4; Mt13,55-56), sono gli Atti degli apostoli (At12,17;15,13;21,18), le lettere di Paolo (Gal1,19;2,9), le Antichità giudaiche di Giuseppe Flavio e gli Hypomnemata di Egesippo.

## Notizie biografiche
Giacomo (ebraico: יעקב Ya'akov; greco Ἰάκωβος Iákōbos), detto il Giusto (Vangelo di Tommaso 12), svolgeva un ruolo di primo piano nella Chiesa di Gerusalemme, affidatogli da Gesù. In Gal1,19 forse Paolo lo definisce 'apostolo'. 
Giuseppe Flavio racconta nelle Antichità giudaiche che egli fu condannato a morte dal Sinedrio per ordine del Sommo Sacerdote Anania e lapidato. Un ulteriore racconto della morte di Giacomo è presente nelle Hypomnemata di Egesippo, citato da Eusebio di Cesarea nella sua Storia Ecclesiastica: secondo il cronista cristiano, Giacomo fu lanciato dal pinnacolo del Tempio di Gerusalemme e, miracolosamente sopravvissuto, ucciso a colpi di mazza.
Eusebio di Cesarea e San Girolamo lo identificano come l'autore della neotestamentaria Lettera di Giacomo, dove nell'incipit l'autore si autoidentifica come 'servo' di Gesù Cristo, non con il ricorrente epiteto neotestamentario di "fratello"; alcuni studiosi la ritengono pseudoepigrafica, attribuita a Giacomo solo per aumentarne l'autorevolezza. Altre opere attribuite a Giacomo sono la Prima apocalisse di Giacomo, la Seconda apocalisse di Giacomo, il Libro segreto di Giacomo e il Protovangelo di Giacomo, testi apocrifi in realtà risalenti al II secolo d.C.
Va sicuramente distinto da Giacomo il Maggiore (cosiddetto in opposizione al 'minore'), apostolo, fratello di Giovanni e figlio di Zebedeo e Salome, che fu fatto uccidere da Erode Agrippa nel 42 (At12,2). Più discussa è la sua identificazione con l'altro apostolo, Giacomo il Minore.

## Consanguineità con Gesù
Giacomo, Giuseppe, Simone e Giuda sono menzionati nei vangeli di Matteo (Mt13,55-56) e Marco (Mc6,3-4). Il nome di Giacomo appare sempre in prima posizione, il che suggerisce che si trattasse del più anziano dei quattro.
In un passaggio delle Antichità Giudaiche (20.9.1), Giuseppe Flavio descrive Giacomo come il fratello di Gesù chiamato il Cristo e racconta che egli fu condannato a morte e lapidato dal Sinedrio su ordine del Sommo Sacerdote Anano; tale passo è considerato autentico ed affidabile dalla quasi unanimità degli studiosi. Paolo, raccontando la sua conversione, afferma: "Dopo tre giorni andai a Gerusalemme per visitare Cefa e rimasi con lui quindici giorni. Ma non vidi nessuno degli altri apostoli, escluso Giacomo il fratello del Signore" (Ga1,19).
L'interpretazione della frase "fratello del Signore", e delle altre frasi simili, si divide tra quelli che la interpretano letteralmente e quelli che, presumendo la perpetua verginità di Maria, non ne accettano una interpretazione letterale. All'interno della religione cristiana i fratelli di Gesù sono considerati in maniera differente: sono considerati fratelli di sangue dalle Chiese protestanti, fratellastri dagli ortodossi, cugini dai cattolici e dai primi riformatori protestanti (soprattutto Lutero, Calvino e Zwingli).
Nell'interpretazione cattolica tradizionale dei fratelli di Gesù sulla scorta della testimonianza di Eusebio di Cesarea, Giacomo il Giusto viene identificato con l'apostolo Giacomo di Alfeo, detto anche "il minore", fratello di Giuseppe-Ioses, figlio di Alfeo-Clèofa (varianti dell'aramaico ellenizzato Halfay) e di una sconosciuta Maria. Per i biblisti protestanti, la Chiesa ortodossa e per alcuni cattolici (per esempio Josef Blinzler) invece Giacomo il Giusto, "fratello" di Gesù, va distinto da Giacomo il minore.

## Culto
Per la Chiesa ortodossa, che ha sempre distinto Giacomo il Giusto, primo vescovo di Gerusalemme, da qualsiasi altro Giacomo citato nei Vangeli, il giorno della sua festa è il 23 ottobre e il 26 dicembre.
La Chiesa cattolica tende a identificare Giacomo il Giusto con l'apostolo Giacomo il Minore, che viene celebrato il 3 maggio.